# Ektomorf
Ektomorf est un groupe hongrois de néo metal/groove metal, originaire de Mezőkovácsháza. Ouvertement inspiré par Sepultura et Soulfly, Ektomorf a néanmoins su trouver sa place dans la scène metal et il est largement connu et apprécié en Hongrie ; il commence à être grandement apprécié par le public allemand, notamment grâce à une tournée et des participations remarquées au Wacken Open Air en 2004 et 2006.

## Biographie

### Débuts (1994–1998)
Les deux frères Zoltán (guitariste, chanteur) et Csaba Farkas (bassiste), aux côtés du batteur Csaba Ternova, forment le groupe en 1994. La même année, ils sont rejoints par le guitariste Mihály Janó. En 1995, ils enregistrent et publient leur première démo intitulée Romok alatt. En 1996, ils partent aux studios LMS pour enregistrer un premier album intitulé Hangok, qui comprend des chansons telles que Voices, Shalom, Nekem ne mondd meg, Romok alatt et Engedélyezett gyilkosság. Janó quitte le groupe peu de temps après.
Leur deuxième album, intitulé Ektomorf, sort en 1998. Le succès de l'album repose sur la chanson Nem engedem, jouée souvent par le groupe en concert. Janó retourne dans le groupe et Ternován part pour des raisons personnelles, remplacé par József Szakács.

### Succès (1999–2002)
La troisième album du groupe, Kalyi Jag, sort en 2000, après le départ définitif de Mihály Janó. Après avoir enregistré l'album, Janó est remplacé par Kovács László. Sur l'album, les membres reprennent des éléments de musique tzigane, musicalement et lyriquement parlant, le meilleur exemple étant la chanson Sunto dél mulo. L'album est négativement accueilli par le public, mais bien accueilli par la presse spécialisée, qui compare immédiatement le style musical du groupe à Sepultura et Soulfly.
En soutien à l'album, le groupe entame une mini-tournée en Allemagne, où ils seront remarqués par le label Silverdust, qui conclura un contrat avec eux en 2002, publie leur nouvel album I Scream Up to the Sky, ainsi que sa version hongroise, Felüvöltök az égbe.

### Période Nuclear Blast (2003–2008)

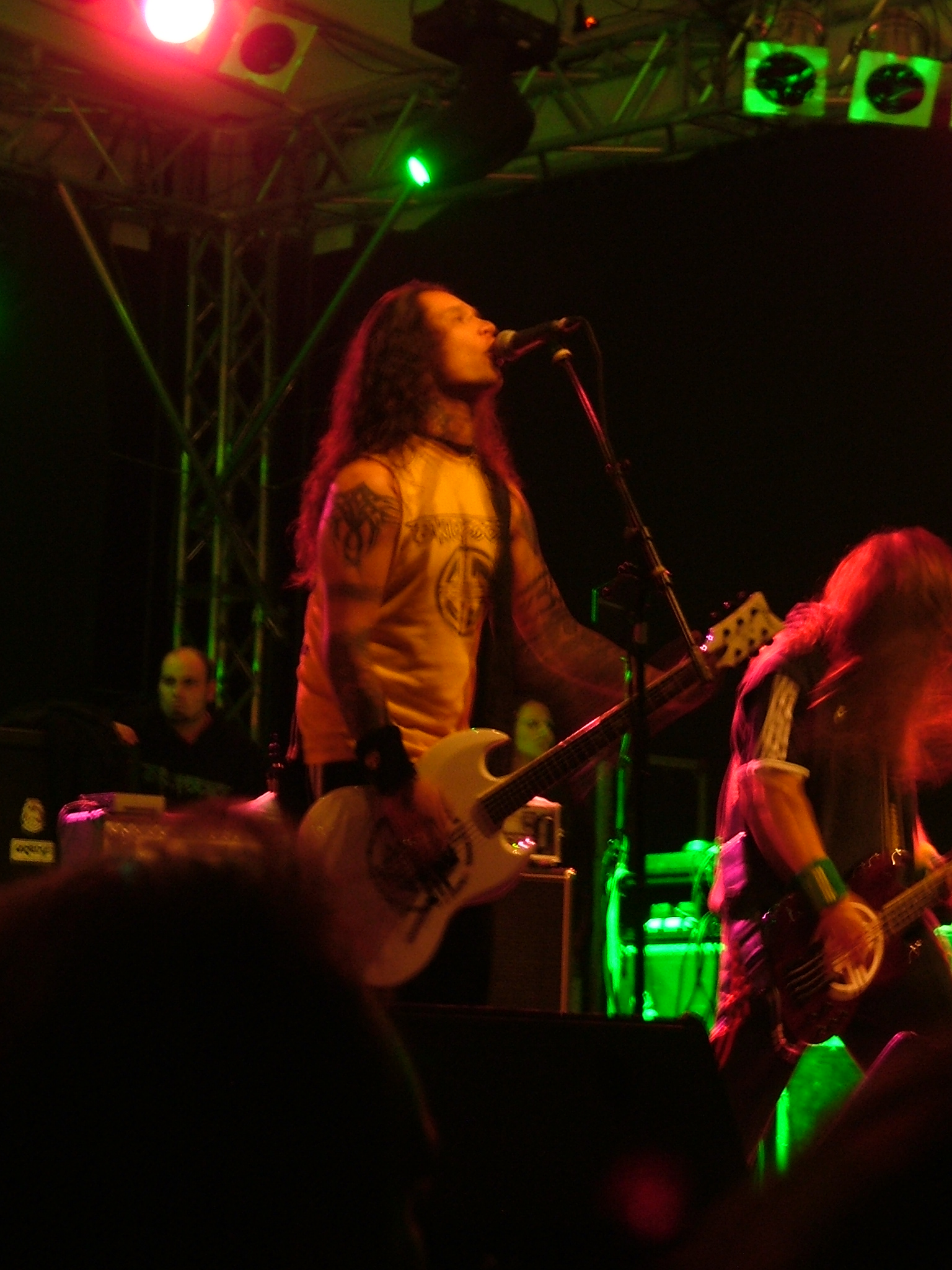
Zoltán Farkas au festival Rock The Lake en 2007.

Après la sortie de l'album, le groupe se relocalise en Allemagne. En 2002, leur label Silverdust fait faillite. De ce fait, leur tournée est annulée, et le guitariste Kovács László rentre finalement au pays. Finalement, ils signent un contrat avec le label Nuclear Blast et recrutent le guitariste Tamás Schrottner.
L'album intitulé Destroy est enregistré dans les studios danois Antfarm avec le producteur Tue Madsen. Il est publié en mars 2004 au label Nuclear Blast. L'album est difficilement accueilli, en particulier à cause du style musical similaire à celui de Soulfly. Néanmoins, leur label leur apporte un succès international. Ektomorf se lance en tournée avec des concerts au Wacken Open Air, Rock am Ring, Rock im Park, et au With Full Force.
Le 29 mars 2005 assiste à la sortie du nouvel album d'Ektomorf, Instinct, qui est également enregistré aux studios Antfarm à Aarhus. Il se caractérise par des éléments de musique tzigane, mais également par une agressivité teintée de thrash metal avec des chansons comme Set Me Free, Show Your Fist, I Break You et Fuck You All. Cette année, ils publient leur premier album live, Live and Raw. En 2006, ils suivent Children of Bodom en tournée.
Le 27 octobre 2006 sort leur nouvel album Outcast. La chanson Who Can I Trust comprend des parties de guitare acoustique. Le succès de l'album repose sur les chansons Outcast, I Choke, I'm Against, et Hell Is Here. Le groupe tourne en Hongrie en 2007.

### Période AFM (depuis 2008)
Le 20 juin 2008, le groupe annonce la signature d'un contrat avec le label allemand AFM Records. Le 1er novembre, treize nouvelles chansons sont terminées aux studios Antfarm. Leur nouvel album, What Does not Kill Me..., fait participer Lord Nelson (Stuck Mojo). Après la sortie de l'album, le batteur Szakács József quitte le groupe. Le poste sera repris par Homonnai Gergely.
En juin 2010, le groupe publie le single The Way Gypsy, suivi en décembre de leur neuvième album studio, Redemption. La chanson The One fait participer Danko Jones. Le clip de la chanson Last Fight fait participer le guitariste Tamás Schröttner qui, après une session d'enregistrement, quitte le groupe.

## Membres

### Membres actuels
- Zoltán Farkas – guitare , chant (depuis 1994)
- Szabolcs Murvai – basse (depuis 2008)
- Tamás Schrottner – guitare (2003-2010, depuis 2012)
- Róbert Jaksa – batterie (depuis 2011)

### Anciens membres
- Csaba Farkas – basse (1994-2008)
- Ternován Csaba – batterie (1994-1998)
- Szakács József – batterie (1998-2009)
- Janó Mihály – guitare (1994-1997,1998-2000)
- Marksteiner Béla – guitare (1997-1998)
- Gyüre Zsolt – guitare (2000)
- Kovács László – guitare (2000-2002)
- Michael Ranke - guitare (2010-2012)
- Homonnai Gergely – batterie (2009–2011)

## Discographie

### Albums studio
- 1996 : Hangok
- 1998 : Ektomorf
- 2000 : Kalyi Jag
- 2002 : I Scream Up to the Sky
- 2004 : Destroy
- 2005 : Instinct
- 2005 : Live and Raw DVD
- 2006 : Outcast
- 2009 : What Doesn't Kill Me
- 2010 : Redemption
- 2012 : Black Flag
- 2014 : Retribution
- 2015 : Agressor
- 2018 : Fury
- 2021 : Reborn

### Démos
- 1994 : Holocaust
- 1995 : Romok alatt